# Missa Luba
Die Missa Luba ist eine lateinische Messe in volkstümlichen kongolesischen Rhythmen und Melodien der Luba zu Kamina, einer Bantu-Ethnie in der Demokratischen Republik Kongo. Die Messe wurde 1957 durch den belgischen Franziskaner-Missionar Pater Guido Haazen (1921–2004) aufgezeichnet.

## Hintergrund
Der Aufbau der Messe entspricht dem traditionellen Ordinarium der Heiligen Messe der römisch-katholischen Kirche. Demgegenüber entstammt die Musik der Messe rein kongolesischer Tradition und ist frei von Einflüssen des europäischen oder modernen Musikverständnisses. Die Aufführungspraxis zeichnet sich dadurch aus, dass weite Teile der Messe ad libitum und damit spontanen Improvisationen, vor allem der solistischen Teile, zugänglich sind.
Die Besetzung der Messe besteht aus Vorsänger, Chor und drei Percussionisten mit traditionellen afrikanischen Instrumenten wie Djembé, Congas und Ngoma-Trommel.
Kyrie und Credo basieren auf Musik aus Ngandanjika (Kasaï-Oriental), Gloria, Sanctus und Benedictus auf dem typischen Kiluba-Stil aus Katanga, das Hosanna bedient sich eines Zitats eines Tanzes aus Kasaï, und das Agnus Dei beruht auf einem Lied aus Bena Lulua (Kananga).
1954 bildete Pater Haazen Les troubadours du Roi Baudouin (benannt nach König Baudouin I. von Belgien), einen Chor aus 45 Knaben und 15 Männern. 1957 arrangierte Haazen die Messe, die er als „kollektive Improvisation“ beschrieb, auf der Basis der Aufführungen seiner Sänger. 1958 brachte der Chor die Messe in einer sechsmonatigen Tournee durch Belgien, Holland und Deutschland zu einer gewissen Bekanntheit in Europa. Bei einem dieser Konzertauftritte entstand 1958 eine Langspielplattenaufnahme bei Philips, die – ebenso wie Neuaufnahmen des Muungano National Choir, Kenya (1990) und der Choral Arts Society of Washington (2004) – auch als Audio-CD erschienen ist.

## Verwendung als Filmmusik
Berühmtheit erlangte die Messe durch Verwendung einiger ihrer Teile im Soundtrack von Pier Paolo Pasolinis Film Das 1. Evangelium – Matthäus (1964), sowie durch die Verwendung des Sanctus in Lindsay Andersons Film If … (1968). Im Film Lost and Delirious (2001) von Léa Pool wird das Sanctus durch die Schülerinnen des Internats aufgeführt (gesungen vom Muungano National Choir).